# Engelbert Gangl
Engelbert Gangl, slovenski pesnik, pisatelj, esejist, dramatik, kritik, urednik in prosvetni delavec, * 12. november 1873, Metlika, † 25. februar 1950, Metlika.

## Življenje
Po končani osnovni šoli v rojstnem kraju in treh gimnazijskih letih v  Novem mestu je prišel v Ljubljano, kjer je leta 1892 maturiral na učiteljišču. Na Dunaju je študiral pedagogiko ter študij zaključil leta 1902. Kot učitelj je služboval v: (Budanjah, Idriji, Ljubljani in Trstu). Leta 1919 je po vrnitvi v Ljubljano postal višji šolski nadzornik.

## Ustvarjanje
Že v zgodnji mladosti je pisal pesmi - zgledoval se je predvsem po Josipu Cimpermanu in Josipu Stritarju.
Gangl je znan tudi kot mladinski pistelj. Že kot začetnik je v Gabrščkovi Knjižici za mladino objavil zbirko otroških pesmi Pisanice (1896). Ustanovil je mladinski list Zvonček in ga urejal od leta 1900 do 1929. Sodeloval je pri sestavljanju in izdajah beril ter učbenikov. Od leta 1904 do 1924 je bil urednik Učiteljskega tovariša.
Gangl je delal tudi v Sokolskih društvih - od 1918 je bil v vodstvih slovenske in jugoslovanske sokolske zveze. Do druge svetovne vojne je v sokolskem glasilu objavljal domoljubne pesmi in članke. Udejstvoval se je tudi kot politik in bil leta 1908 izvoljen za deželnega poslanca, ter sodeloval pri učiteljskih gospodarskih organizacijah. Leta 1906 je spodbudil ustanovitev Učiteljske tiskarne.